# Coupe d'Europe des nations d'athlétisme
Pour les articles homonymes, voir Coupe des Nations.
La Coupe d'Europe des nations d'athlétisme, le plus souvent Coupe d'Europe d'athlétisme, est une ancienne compétition par équipes d'athlétisme, organisée par l'Association européenne d'athlétisme (EAA), de 1965 à 2008. Son nom officiel était Coupe Bruno-Zauli, du nom de son créateur italien, mort en 1963.
Elle regroupait, dans une Super League, les huit meilleures équipes d'athlétisme (huit masculines et huit féminines) du continent. Deux coupes distinctes étaient remises, l'une aux messieurs et l'autre aux dames et aucun classement mixte n'était établi.
D'abord disputée tous les deux ans les années impaires, en fin de saison estivale, elle s'est déroulée, depuis 1993, tous les ans et en début de saison (généralement en juin). Sa dernière édition a eu lieu en 2008 à Annecy : elle a ensuite été remplacée par une nouvelle compétition de l'EAA, le Championnat d'Europe d'athlétisme par équipes.
Inaugurée en 1965, à Stuttgart et à Cassel, en Allemagne, c'était une idée de Bruno Zauli, alors président du comité européen de l'IAAF (ancêtre de l'EAA), mort peu de temps avant le début de la Coupe qui porte depuis son nom.
Sponsorisée depuis 1996 par la société de distribution SPAR, la Super League portait le nom de SPAR European Cup. Il existe également une « First League » (ancienne série B) et une « Second League » (anciennes séries C1 et C2), ligues composées chacune de deux fois deux groupes).
Il existe également d'autres Coupes d'Europe, distinctes de la principale, pour les épreuves de marche, pour les épreuves combinées, « hivernale pour les lancers » ainsi que pour le 10 000 m, cette dernière épreuve ayant été retirée du programme initial en raison de sa durée, jugée trop longue pour la diffusion télévisée, et remplacée par un plus bref 3 000 m.

## Principes généraux
- Les compétitions féminines et masculines sont distinctes, mais se déroulent aux mêmes dates et dans le même stade (sauf rare exception).
- La compétition se déroule, en règle générale, sur deux jours (samedi et dimanche la plupart du temps).
- Chaque pays présente un seul participant à chacune des vingt épreuves, masculines et féminines[5].
- Le concurrent placé premier fait remporter 8 points à son pays, celui classé second 7 points et ainsi de suite jusqu'au dernier qui ne récolte qu'un point s'il est classé. En cas d'ex æquo (notamment pour les concours), les points attribués aux places occupées par les ex æquo sont équitablement partagés. Un concurrent disqualifié pour une épreuve ou éliminé à un concours sans réussir de marque valable, ne fait attribuer aucun point.
- Les deux équipes les moins bien classées à l'issue de la compétition, sont reléguées, l'année suivante, dans la division inférieure (First League).

## Liste des épreuves
- 100 m
- 200 m
- 400 m
- 800 m
- 1 500 m (depuis 1970 chez les dames)
- 3 000 m (depuis 1996 en remplacement du 10 000 m chez les messieurs ; depuis 1977 chez les dames où le 10 000 m s'est disputé de 1985 à 1995)
- 5 000 m (depuis 1995 chez les dames)
- 110 m haies (H) / 100 m haies (F) (en 1965 et 1967, 80 m haies chez les dames)
- 400 m haies (depuis 1977 chez les dames)
- 3 000 m steeple (depuis 2002 chez les dames)
- saut en hauteur
- saut à la perche (depuis 1997 chez les dames)
- saut en longueur
- triple saut (depuis 1993 chez les dames)
- lancer du poids
- lancer du disque
- lancer du marteau (depuis 1997 chez les dames)
- lancer du javelot
- relais 4 × 100 mètres
- relais 4 × 400 mètres (depuis 1970 chez les dames)

## Répartition des équipes entre les ligues
en 2008 :
- Super League :

 Allemagne,  France,  Pologne,  Royaume-Uni,  Russie,  Grèce,  Espagne,  Italie (messieurs) 
 Russie,  France,  Allemagne,  Pologne,  Ukraine,  Biélorussie,  Royaume-Uni,  Italie (dames) ;
- First League[7] :

 Suède,  Pays-Bas,  Tchéquie,  Finlande,  Suisse,  Autriche,  Norvège,  Belgique
 Slovénie,  Portugal,  Roumanie,  Biélorussie,  Hongrie,  Turquie,  Croatie,  Ukraine (messieurs)
 Suède,  Tchéquie,  Finlande,  Pays-Bas,  Irlande,  Belgique,  Lituanie,  Espagne
 Roumanie,  Portugal,  Bulgarie,  Hongrie,  Slovénie,  Turquie,  Croatie,  Grèce (dames) ;
- Second League[8] :

 Irlande,  Slovaquie,  Bulgarie,  Serbie   Andorre,  AASSE,  Irlande,  Albanie
 Danemark,  Arménie,  Estonie,  Azerbaïdjan,  Islande,  Bosnie-Herzégovine,  Lettonie,  Bulgarie
 Lituanie,  Israël,  Moldavie,  Luxembourg,  Géorgie,  Monténégro,  Macédoine du Nord et  Chypre (messieurs)
 Norvège,  Slovaquie,  Serbie,  Chypre,  Lettonie,  Autriche,  Estonie,  Danemark
 Islande,  Andorre,  Suisse,  Moldavie,  Israël,  Bosnie-Herzégovine,  Luxembourg,  Monténégro
 Azerbaïdjan,  Arménie,  Géorgie,  Albanie,  AASSE,  Macédoine du Nord (dames).

## Vainqueurs
| Édition  | Dates                                   | Lieu                                                                                    | Vainqueur masculin   | Vainqueur féminin  |
| -------- | --------------------------------------- | --------------------------------------------------------------------------------------- | -------------------- | ------------------ |
| CEN 1965 | 11 et 12 septembre (H) 19 septembre (F) | Allemagne de l'Ouest, Stuttgart, Neckarstadion Allemagne de l'Ouest, Cassel, Auestadion | Union soviétique .   | Union soviétique   |
| CEN 1967 | 16 et 17 septembre                      | Union soviétique, Kiev, Stade Central                                                   | Union soviétique     | Union soviétique   |
| CEN 1970 | 29 et 30 août (H) 22 août (F)           | Suède, Stockholm, Olympiastadion Hongrie, Budapest, Népstadion                          | Allemagne de l'Est . | Allemagne de l'Est |
| CEN 1973 | 6 et 7 septembre                        | Royaume-Uni, Édimbourg, Stade Meadowbank                                                | Union soviétique     | Allemagne de l'Est |
| CEN 1975 | 16 et 17 août                           | France, Nice, Parc des sports de l'Ouest                                                | Allemagne de l'Est   | Allemagne de l'Est |
| CEN 1977 | 13 et 14 août                           | Finlande, Helsinki, Olympiastadion                                                      | Allemagne de l'Est   | Allemagne de l'Est |
| CEN 1979 | 4 et 5 août                             | Italie, Turin, Stadio Comunale                                                          | Allemagne de l'Est   | Allemagne de l'Est |
| CEN 1981 | 15 et 16 août                           | Yougoslavie, Zagreb, Dynamo Stadium                                                     | Allemagne de l'Est   | Allemagne de l'Est |
| CEN 1983 | 20 et 21 août                           | Royaume-Uni, Londres, Crystal Palace NSC                                                | Allemagne de l'Est   | Allemagne de l'Est |
| CEN 1985 | 17 et 18 août                           | Union soviétique, Moscou, Stade Lénine                                                  | Union soviétique     | Union soviétique   |
| CEN 1987 | 27 et 28 juin                           | Tchécoslovaquie, Prague, Stade Evžen-Rošický                                            | Union soviétique     | Allemagne de l'Est |
| CEN 1989 | 5 et 6 août                             | Royaume-Uni, Gateshead, Gateshead International Stadium                                 | Royaume-Uni          | Allemagne de l'Est |
| CEN 1991 | 29 et 30 juin                           | Allemagne, Francfort-sur-le-Main, Waldstadion                                           | Union soviétique     | Allemagne          |
| CEN 1993 | 26 et 27 juin                           | Italie, Rome, Stadio Olimpico                                                           | Russie               | Russie             |
| CEN 1994 | 25 et 26 juin                           | Royaume-Uni, Birmingham, Alexander Stadium                                              | Allemagne            | Allemagne          |
| CEN 1995 | 24 et 25 juin                           | France, Villeneuve-d'Ascq, Stadium Lille Métropole                                      | Allemagne            | Russie             |
| CEN 1996 | 1er et 2 juin                           | Espagne, Madrid, Estadio de la Comunidad                                                | Allemagne            | Allemagne          |
| CEN 1997 | 21 et 22 juin                           | Allemagne, Munich, Olympiastadion                                                       | Royaume-Uni          | Russie             |
| CEN 1998 | 27 et 28 juin                           | Russie, Saint-Pétersbourg, Stade Petrovski                                              | Royaume-Uni          | Russie             |
| CEN 1999 | 19 et 20 juin                           | France, Paris, Stade Charléty                                                           | Allemagne            | Russie             |
| CEN 2000 | 15 et 16 juillet                        | Royaume-Uni, Gateshead, Gateshead International Stadium                                 | Royaume-Uni          | Russie             |
| CEN 2001 | 23 et 24 juin                           | Allemagne, Brême, Weserstadion                                                          | Pologne              | Russie             |
| CEN 2002 | 22 et 23 juin                           | France, Annecy, Parc des Sports                                                         | Allemagne            | Russie             |
| CEN 2003 | 21 et 22 juin                           | Italie, Florence, Stadio Luigi Ridolfi                                                  | France               | Russie             |
| CEN 2004 | 19 et 20 juin                           | Pologne, Bydgoszcz, Stade Zdzisław-Krzyszkowiak                                         | Allemagne            | Russie             |
| CEN 2005 | 17,18 et 19 juin                        | Italie, Florence, Stadio Luigi Ridolfi                                                  | Allemagne            | Russie             |
| CEN 2006 | 28 et 29 juin 2006                      | Espagne, Malaga, Estadio Ciudad de Málaga                                               | France               | Russie             |
| CEN 2007 | 23 et 24 juin                           | Allemagne, Munich, Olympiastadion                                                       | Allemagne            | Russie             |
| CEN 2008 | 21 et 22 juin                           | France, Annecy, Parc des Sports                                                         | Royaume-Uni          | Russie             |

## Vainqueurs individuels
- 100 mètres en Coupe d'Europe
- 200 mètres en Coupe d'Europe
- 400 mètres en Coupe d'Europe
- 800 mètres en Coupe d'Europe
- 1 500 mètres en Coupe d'Europe (depuis 1970 chez les dames)
- 3 000 mètres en Coupe d'Europe (depuis 1996 en remplacement du 10 000 m chez les messieurs ; depuis 1977 chez les dames où le 10 000 m s'est disputé de 1985 à 1995)
- 5 000 mètres en Coupe d'Europe (depuis 1995 chez les dames)
- 10 000 mètres en Coupe d'Europe
- 110 m haies (H) / 100 m haies (F) (en 1965 et 1967, 80 m haies chez les dames)
- 400 m haies en Coupe d'Europe (depuis 1977 chez les dames)
- 3 000 m steeple (depuis 2002 chez les dames)
- saut en hauteur en Coupe d'Europe
- saut à la perche en Coupe d'Europe (depuis 1997 chez les dames)
- saut en longueur en Coupe d'Europe
- triple saut en Coupe d'Europe (depuis 1993 chez les dames)
- lancer du poids en Coupe d'Europe
- lancer du disque en Coupe d'Europe
- lancer du marteau en Coupe d'Europe (depuis 1997 chez les dames)
- lancer du javelot en Coupe d'Europe
- relais 4 × 100 mètres en Coupe d'Europe
- relais 4 × 400 mètres en Coupe d'Europe (depuis 1970 chez les dames)

## Coupe d'Europe hivernale des lancers
« European Cup Winter Throwing »
- 2001 Nice (FRA),
- 2002 Pola (CRO),
- 2003 Gioia Tauro (ITA),
- 2004 Marsa (MLT),
- 2005 Mersin (TUR),
- 2006 Tel Aviv (ISR),
- 2007 Yalta (UKR),
- 2008 Split  Croatie
- 2009 Los Realejos  Espagne
- 2010 Arles  France
- 2011 Sofia  Bulgarie